# Chapelle du Dachstein
La chapelle du Dachstein (Dachsteinkapelle en allemand) est une chapelle située à 2206 mètres d'altitude dans le massif du Dachstein qui appartient à la ville de Hallstatt en Autriche. Elle appartient au diocèse de Linz et fait partie de la Protection du patrimoine culturel en tant que monument historique.

## Histoire
La chapelle a été érigée en 1913, en partie avec des matériaux typiques de la région : le calcaire du Dachstein. Elle a été consacrée 1er septembre 1914, bien que l'intérieur n'ait pas été finalisé à cause de la Première Guerre mondiale. Elle n'a été achevée qu'en 1994, puis restaurée en 2015.
Elle est représentée sur l'un des 77 vitraux de la Cathédrale de l'Immaculée-Conception de Linz.